# Dirocoremia simplicipes
Dirocoremia simplicipes là một loài bọ cánh cứng trong họ Cerambycidae.